# Sonnenheiligtümer der Oberlausitz

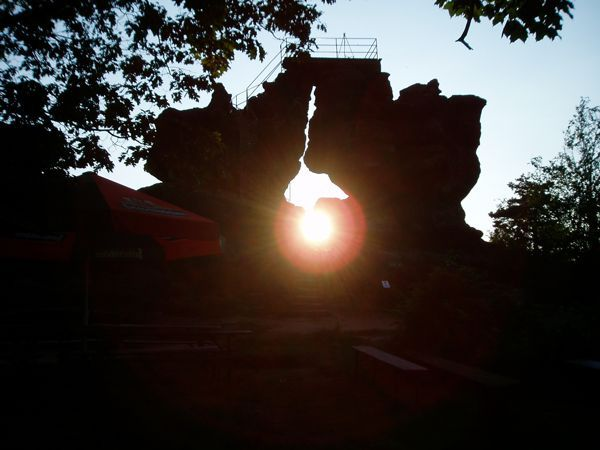
Felsentor Töpfer Sonnendurchgang Sommersonnenwende Sonnenuntergang gegen 20.00 Uhr

Die Sonnenheiligtümer der Oberlausitz sind markante, meist legendenumwobene Felsen und Steinformationen im Oberlausitzer Bergland und angrenzenden Regionen, von denen angenommen wird, dass sie in vorgeschichtlicher Zeit für kalendarische Sonnenbeobachtungen genutzt wurden. Meist besitzen sie auffällige Sichtöffnungen, durch welche die Sonne zu den kalendarischen Terminen der Sonnenwenden und Tagundnachtgleichen hindurchstrahlt. Das Sonnenbeobachtungsphänomen wurde 2007 erstmals von Ralf Herold und Hilmar Hensel gemessen. Im Jahr 2008 gründete die Sternwarte „Bruno-H.-Bürgel“ Sohland/Spree für die Erforschung des Phänomens eine Fachgruppe Archäoastronomie. Das Forschungsprojekt erhielt die Bezeichnung „Projekt Götterhand“, in Anlehnung an eine handförmige Auswitterung an dem ersten vermessenen Felsobjekt, der Teufelskanzel in Sora bei Wilthen.

## Forschungstradition in der Oberlausitz
Aus dem Jahr 1614 stammt ein Bericht des Pastors Martin Niger. Er lebte damals im zur Oberlausitz gehörenden Weigsdorf (tschechisch Višňová) Anm. Bei seinen Morgenspaziergängen begegnete ihm mitunter eine alte Frau, die aus Richtung des unweit der Kirche gelegenen Heidensteinfelsens (tschechisch Pohanské kameny) kam. Eines Tages fand er sie bei dem Felsen auf den Knien liegend und betend. Als er sie zur Rede stellte, erzählte sie ihm, dass hier schon ihre Großmutter und andere Bewohner des Umlandes bei Sonnenauf- und Sonnenuntergang gebetet hätten, weil hier einst ein „Gottestempel“ gewesen wäre.
1690 diktierte Magister Martin Grünwald am Bautzener Gymnasium seinen Schülern eine Beschreibung der Oberlausitz, in der er von Altären auf den umliegenden Bergen sprach und damit allgemeines Interesse an mythologischen Altertümern in der Oberlausitz weckte.
In Königshain bei Görlitz berichtete 1708 der Pfarrerssohn Samuel Friedrich Bucher von Urnen, die er selbst auf dem dortigen Totensteinfelsen ausgegraben hatte. Bucher bezeichnete den Fundort als „Höhlung“, die in den Felsen „eingearbeitet“ war, damit die „Anbeter gegen Sonnenaufgang nach altem Brauch … auf die Knie fallen und so gegen Osten … die Sonne anbeten konnten“.
Abraham Frencel, ein sorbischer Pfarrer, übersetzte 1712 die Flurbezeichnung „Prašchwiza“, als „Frage- oder Orakelort“ und richtete damit die Aufmerksamkeit der Forschung auf einen Berg, der später Czorneboh (Schwarzer Gott) genannt wurde und in dem man neben dem Teufel auch einen Sonnengott der dunklen Tages- bzw. Jahreszeit vermutete.
Pfarrer Ehregott Friedrich Pannach aus Malschwitz nannte 1797 den nahe der Kirche des Dorfes Kleinbautzen gelegenen Teufelssteinfelsen einen „Altar der Abgötterei“ und stellte „absichtliche“ Veränderungen an der natürlichen Lage der Felsblöcke fest. Archäologische Grabungen der Gesellschaft für Anthropologie und Urgeschichte der Oberlausitzer brachten 1903 zahlreiche Funde und die Bestätigung menschlicher Einflussnahme auf den Felsen.
Karl Benjamin Preusker bezeichnete in seinen Werken „Oberlausitzische Altertümer“ von 1828 und „Blicke in die Vaterländische Vorzeit“ von 1841 eine ganze Reihe von Felsen der Oberlausitz als „heidnische Opferaltäre“ und „Göttertempel“ für einen „Sonnenkult“, bei dem an bestimmten Tagen die Sonne bei Sonnenaufgang und Sonnenuntergang angebetet wurde. Er vermutete eine ähnliche Bedeutung wie Stonehenge in England.
Der Arzt Johann Gottfried Bönisch verband die „Felsaltäre“ der Oberlausitz 1830 neben der Sonne auch mit dem Mond.
Alfred Moschkau schlug 1885, wie schon zuvor Preusker, einen gedanklichen Bogen von den „Felsaltären“ des Oberlausitzer Mittelgebirges über die Megalithen Norddeutschlands und Skandinaviens bis nach Stonehenge in England.
1937 vermutete der Astronom und Leiter der Leipziger Universitätssternwarte Josef Hopmann in näpfchenartigen Vertiefungen auf dem Totenstein und auf zahlreichen anderen sogenannten Schalensteinen in der Oberlausitz Sternbilddarstellungen.
Lutz Pannier von der Scultetus-Sternwarte Görlitz analysierte die 1937 auf dem Totenstein durchgeführten Vermessungen der Näpfchen sowie Prof. Hopmanns Interpretationsskizzen. Er konnte keine Sternbilder erkennen. Ein von Prof. J. Hopmann angekündigter Fachartikel dazu erschien nie. Nach 1945 hatte sich Prof. Hopmann zu dieser Problematik nicht wieder öffentlich geäußert.
Seit 2007 knüpfen Heimatforscher und die Fachgruppe Archäoastronomie der Sternwarte „Bruno-H.-Bürgel“ in Sohland/Spree an diese alten Forschungstraditionen mit einem neuen Forschungsansatz an. Forschungsgegenstand sind reguliert anmutende Felsöffnungen, die kalendarische Sonnenbeobachtungen gestatten. Die Felsobjekte, welche dieses Phänomen aufweisen, werden als „Sonnenheiligtümer der Oberlausitz“ angesprochen. Einige der mitunter namenlosen Objekte erhielten im Rahmen des Projekts von der Forschungsgruppe in Anlehnung an Johann Gottfried Bönisch und Karl Haupt Namen als Arbeitstitel, die der nordischen Mythologie, der sorbischen Mythologie bzw. dem Sagenschatz der Oberlausitz entnommen wurden (Thor, Odin, Mara, Bieleboh, Czorneboh u. a.).

„Sonnenheiligtümer der Oberlausitz“
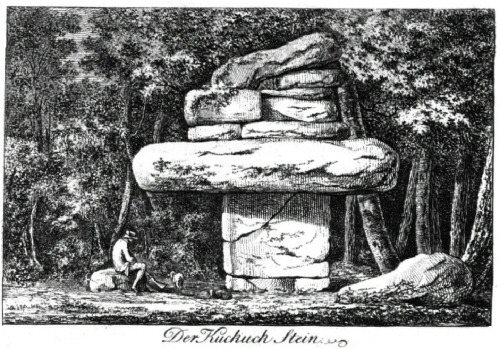
Der Kuckuckstein bei Königshain, Kupferstich 1780 von Carl Adolph Gottlob von Schachmann
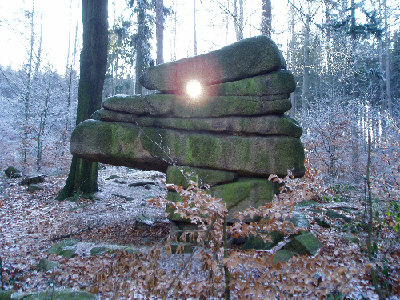
Der Kuckuckstein zur Wintersonnenwende 2007, 13.15 Uhr
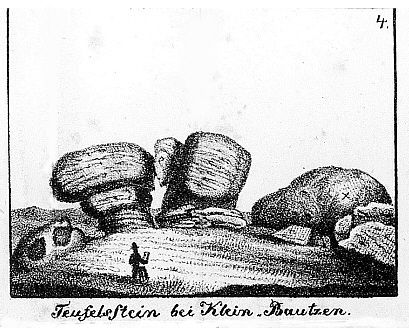
Der Teufelsstein von Pließkowitz/Kleinbautzen, gezeichnet von Karl Benjamin Preusker 1844
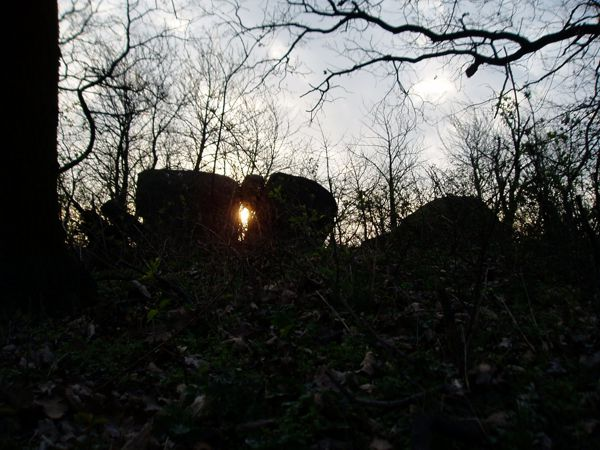
Der Teufelsstein zur Tagundnachtgleiche (Frühling/Herbst) Sonnenaufgang 2007
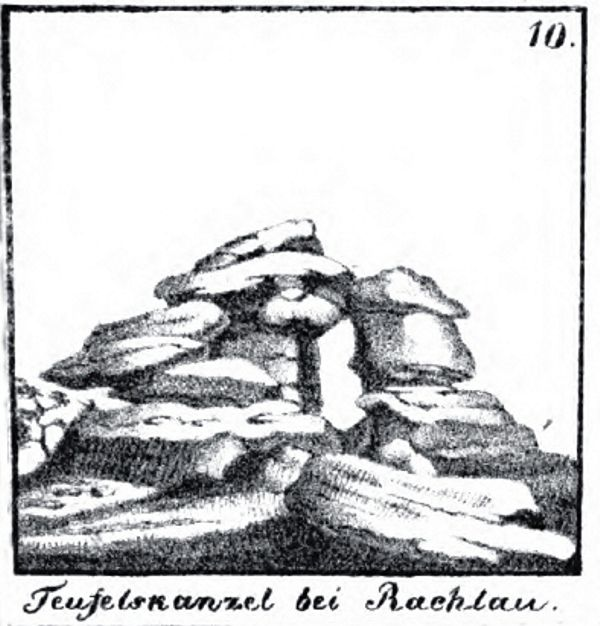
Die Teufelskanzel von Rachlau, Zeichnung von Karl Benjamin Preusker 1841
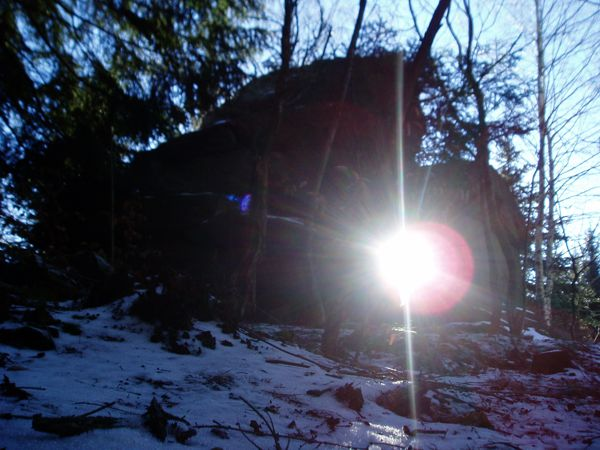
Die Teufelskanzel während des Sonnendurchgangs der Wintersonnenwende gegen Mittag 2007

## Objekte - Index saxum solarum (Katalog der Felsen mit astronomischer Sonnenfunktion)
| Index | Land                                                 | Ort                                      | Name/„Arbeitstitel“                                                                            | GPS                              | Sonne                                                         | Sagen/Überlieferungen/Funde |
| ----- | ---------------------------------------------------- | ---------------------------------------- | ---------------------------------------------------------------------------------------------- | -------------------------------- | ------------------------------------------------------------- | --- |
| 0001  | Deutschland Sachsen Oberlausitz                      | Wilthen                                  | Teufelskanzel Sora „Götterhand“                                                                | N 51° 07.067' E 14° 23.283'      | WSW ca. M; SSW/SA, TNG/SA; TNG/SU                             | Teufelssitzplatz, Hexentanzplatz, Revier der „Wilden Jagd“, Fund eines Feuersteinwerkzeugs |
| 0002  | Deutschland Sachsen Oberlausitz                      | Sohland an der Spree                     | Hornsberg, „Heidentempel“                                                                      | N 51° 02.147' E 14° 27.532'      | WSW ca. M, TNG/SA - SSW/SA                                    | Schatzsage, Nachbarorte tragen die Bezeichnung Hain, Teufelskanzel bzw. Götzenstein |
| 0003  | Deutschland Sachsen Oberlausitz                      | Beiersdorf                               | Bieleboh, Bieleboh-Altar, „Teufelsobservatorium“                                               | N 51° 04.850' E 14° 31.283'      | TNG/SA                                                        | Bieleboh = Weißer Gott, angeblicher Götterberg der Sorben, Teufelsfenster, Schatzsage, angeblicher Opferaltar |
| 0004  | Deutschland Sachsen Oberlausitz                      | Beiersdorf                               | Steinklunsen, „Altarhöhlentempel“                                                              | N 51° 03.833' E 14° 31.517'      | WSW ca. M, SSW/SA, ca. TNG/SA                                 | Eingemeißeltes, ca. einen Meter hohes, Wappenschild mit Malteserkreuz |
| 0005  | Deutschland Sachsen Oberlausitz                      | Sohland an der Spree                     | Kälberstein „Totenkopfaltar“                                                                   | N 51° 04.357' E 14° 27.289'      | WSW ca. M+SU; SSW/SA, TNG/SA, ca. TNG/SU                      | Sage vom verirrten Kalb, Teufels-Waschplatz mit Seifennäpfchen und Waschbecken, ein Felsen heißt Teufelskanzel |
| 0006  | Deutschland Sachsen Oberlausitz                      | Neusalza-Spremberg                       | Hainberg, Güttlerbüschl, „Thors Amboss – die Steinerne Himmelsscheibe von Neusalza-Spremberg“, | N 51° 02.545' E 14° 32.142'      | WSW/SA, ca. M+SU, SSW/SA+SU, TNG/SA; Beltane SU               | Teufelsschmiede am 500 m östlichen Nachbarfelsen, Teufelskanzel unweit an der Spree, Sonneberg Richtung WSW/SU, Kirche auf Nord-Süd-Achse |
| 0007a | Deutschland Sachsen Oberlausitz                      | Wehrsdorf                                | „Thors Hammer I.“                                                                              | N 51° 03.717' E 14° 23.400'      | WSW/SA+SU, SSW/SA, TNG/SA+SU                                  | Form, Größe, Ausrichtung und Funktion identisch mit „Thors Hammer II.“ (Index 0058); auf dem Bergkamm befindet sich der „Sonnenspalt“ (Index 0007b) |
| 0007b | Deutschland Sachsen Oberlausitz                      | Wehrsdorf                                | Hundskirche, „Sonnenspalt I.“                                                                  | N 51° 03.850' E 14° 23.367'      | WSW ca. M                                                     | historischer Flurname Hundekirche (Meilenblätter 1804, Berliner Ausgabe) |
| 0008  | Deutschland Sachsen Oberlausitz                      | Langburkersdorf                          | Hohwald „Himmelsaugen“                                                                         | N 51° 03.304' E 14° 16.053'      | WSW/SU + ca. M, SSW/SA, TNG/SA                                | Gold- und Zwergensagen, Revier der „Wilden Jagd“ |
| 0013  | Deutschland Sachsen Oberlausitz                      | Sohland an der Spree                     | „Steinzeitkino“                                                                                | N 51° 02.150' E 14° 23.567'      | WSW ca. M, TNG/SA                                             | Großes „Opferbecken“, in die Höhle ist ein zum Himmel blickender Glatzkopf und Initialen eingemeißelt (scherzhaft „Steinerner Astronom“) |
| 0016  | Deutschland Sachsen Oberlausitz                      | Doberschütz                              | Zschemelschka (sorbisch für Quarzstein), Weißer Stein, „Maras Haus“                            | N 51° 12.917' E 14° 30.183'      | WSW/SU + ca. M, SSW/SA                                        | Im Umland Sage der Mittagsfrau (Mara - eine sorbische Göttin bzw. Geisterwesen mit Sichel als „Todbringerin“), unweit prähistorische Siedlungen und Bestattungsplätze |
| 0017a | Deutschland Sachsen Oberlausitz                      | Cunewalde                                | Czorneboh, Teufelstisch                                                                        | N 51° 07.183' E 14° 31.333'      | WSW ca. M, TNG/SA u. SU                                       | Götterberg Czorneboh = Schwarzer Gott, Orakelort, Opferaltar, Teufelssagen, Schatz-, Kobold- und Wunderblumensagen. Vorzeitliche Ringwälle auf Ost- und Westausläufern, bronzezeitlicher Depotfund im südlichen Tal, (siehe auch 0017b, 0017c, und 0018)                       |
| 0017b | Deutschland Sachsen Oberlausitz                      | Cunewalde                                | Czorneboh, Ente (von obersorbisch kačka)                                                       | N 51° 07.196' E 14° 31.513'      | WSW/SA+SU, SSW/SA +SU, TNG/SA/SU                              | „Ente“ ist die älteste bekannte Flurbezeichnung auf dem Czorneboh (siehe auch 0017a, 0017c, und 0018) |
| 0017c | Deutschland Sachsen Oberlausitz                      | Döhlen                                   | Döhlener Berg, Hromadnik, „Thronstein“                                                         | 51° 7′ 19″ N, 14° 30′ 13″ E      | TNG/SA +SU                                                    | Der sorbische Name Hromadnik bedeutet Versammlungsort, östlicher Ausläufer des Czorneboh (siehe auch 0017a, 0017b, und 0018) |
| 0018  | Deutschland Sachsen Oberlausitz                      | Döhlen                                   | Hochstein, Raubschloss (obersorbisch Rubježny hród)                                            | N 51° 06.700' E 14° 34.267'      | WSW ca. M; SSW/SA                                             | Zwei vorgeschichtliche Ringwälle, Raubschloss (mittelalterliches Räuberversteck), mutmaßlicher Opferplatz, westlicher Ausläufer des Czorneboh (siehe auch 0017a, 0017b, und 0017c)                                                                                             |
| 0019a | Tschechien Böhmen Ústecký kraj                       | Lipová (Hainspach)                       | Brockstein, Hain, „Himmelsspitze“                                                              | N 51° 00.300' E 14° 21.483'      | WSW ca. M                                                     | Mutmaßlicher vorchristlicher Kultplatz (heiliger „Hain“), Jungfernstieg, Rosstrappe mit Sage vom Rittersprung (siehe auch 0019b) |
| 0019b | Tschechien Böhmen Ústecký kraj                       | Lipová (Hainspach)                       | Brockstein, Hain, „Sonnenspalt II.“                                                            | N 51° 02.147' E 14° 27.532'      | SSW/SA                                                        | Schmale Höhle mit Auswitterungsschale davor (siehe auch 0019b) |
| 0021  | Deutschland Sachsen Oberlausitz                      | Wehrsdorf                                | „Himmelskuppel“                                                                                | N 51° 02.817' E 14° 22.250'      | WSW/SA+SU+ca. M, SSW/SA                                       | Keine bekannt, ein senkrechter Marken- bzw. Visiersteinen |
| 0022  | Deutschland Sachsen Oberlausitz                      | Langburkersdorf                          | Hohwald, „Mondbachtempel“                                                                      | N 51° 03.500' E 14° 17.983'      | WSW ca. M, TNG/SA                                             | Sagenkreis des Hohwaldes, große Beckenartige Steineinsenkung, Standstein mit fußartigen Erhebungen, Peilung über Felsspitze |
| 0023  | Deutschland Sachsen Oberlausitz                      | Löbau                                    | Löbauer Berg, Schafberg, Geldkeller                                                            | N 51° 05.700' E 14° 42.150'      | WSW/SA +SU, SSW/SA +SU, TNG/SA+SU                             | Sage von jahreszeitlichen Öffnungszeiten einer Schatzhöhle, vorgeschichtlicher Ringwall, steinzeitliche und bronzezeitliche Funde, römische Münze |
| 0024a | Deutschland Sachsen Oberlausitz                      | Königshain                               | Kuckuckstein                                                                                   | N 51° 11.900' E 14° 50.083'      | WSW ca. M, SSW/SA, TNG/SA                                     | künstlich platzierter Stützstein, Am Johannistag tanzen Erdmännchen über die Felsen, Kuckuck gilt als Synonym für den Teufel, ein Nachbarfelsen heißt Teufelsstein und einer Totenstein (0024b)                                                                                |
| 0024b | Deutschland Sachsen Oberlausitz                      | Königshain                               | Totenstein                                                                                     | N 51° 11.933' E 14° 50.800'      | SSW/SA+SU, WSW/SA+SU                                          | Götzenstandort, Teufelssitze, Bestattungsfelsen, Platz der Sonnenanbetung nach Osten, zahlreiche archäologische Funde (Stein-, Bronzezeit und Mittelalter/Slawenzeit); keltisch-griechische Silbermünze mit dem Bildnis des Königs von Makedonien, Philipp dem II (auch 0024a) |
| 0025  | Deutschland Sachsen Oberlausitz                      | Elstra                                   | Sibyllenstein                                                                                  | N 51° 10.933' E 14° 06.733'      | SSW/SU, WSW ca. M                                             | Teufelssage, Orakelort weissagender Sibyllen, Opferaltar, 3 m große Feuerschale, Götzenstandort, Goldschatzsage, Fund bronzener Axt und Spieße, benachbarter Ringwall, unterhalb heilkräftige Osterwasserquelle der Schwarzen Elster                                           |
| 0027  | Deutschland Baden-Württemberg Murgtal                | Forbach                                  | Giersteine, Irrstein                                                                           | N 48° 41.500' E 8° 21.067'       | SSW/SA; TNG/SA; WSW/SA, WSW/Vormittag, WSW/Nachmittag, WSW/SU | Wappen von Bermersbach zeigt roten Stein mit Kreuz, die Sage spricht von heidnischer Opferstätte, Erforscher: Otto Klaus Schmich, Fachgruppe Archäoastronomie, Walter Knaus |
| 0028  | Deutschland Sachsen Oberlausitz                      | Malschwitz                               | Teufelsstein Pließkowitz/Kleinbautzen                                                          | N 51° 13.183' E 14° 31.283'      | SSW/SA+SU, WSW/SU, TNG/SA +SU                                 | Sitzplatz des Teufels, zwei ovale Opferbecken, Bannkreuz, im Zentrum verschiedener archäologischer Fundstätten, auseinandergerissene Torkonstruktion mit Verzapfung in Zimmermannstechnik                                                                                      |
| 0029  | Österreich Niederösterreich Bezirk Horn              | Eggenburg                                | Kogelsteine                                                                                    | N 48° 38′ 27.9″ E 15° 51′ 17.3″  | SSW/SA+SU, WSW/SA+SU                                          | Im Umland zahlreiche Fundstätten ab der Steinzeit, Sagenkreis Feenhaube, Erforscher: Alfred Kappl und Gerhard Fritz, Index 0029 steht für durch sie untersuchten und als mutmaßliche Sonnenheiligtümer identifizieren Objekte                                                  |
| 0031  | Deutschland Sachsen Sächsische Schweiz-Osterzgebirge | Oelsen                                   | Hohler Stein                                                                                   | N 50° 49.133' E 13° 55.917'      | WSW/SA-SU, SSW/SA+SU                                          | Felsentor, Erforscher: Kurt Hoffmann |
| 0032  | Deutschland Sachsen Oberlausitz                      | Spitzkunnersdorf                         | Weißer Stein bzw. Karaseckhöhle                                                                | N 50° 55.700' E 14° 40.300'      | WSW/SA+SU+ ca. M, SSW/SA                                      | Versteck des Räuberhauptmanns Karaseck, Nachbarort: Hainewalde (evtl. zu deuten als heilige „Haine im Wald“ oder heiliger „Hainwald“) |
| 0033  | Deutschland Sachsen Oberlausitz                      | Olbersdorf Oybin                         | Felsentor auf dem Töpfer                                                                       | N 50° 50.950' E 14° 45.700'      | SSW/SA+SU, WSW/SA, TNG/SA                                     | Urnen und 50 Bronzeäxte am Fuß des Töpferberges, laut Moschkau heidnischer Opferplatz |
| 0034  | Deutschland Sachsen Sächsische Schweiz               | Lichtenhain (Sebnitz)                    | Kuhstall                                                                                       | N 50° 55.533' E 14° 15.417'      | SSW/SA, WSW/ ca. M, TNG/SA                                    | Mehrere große Höhlen, Viehversteck in Kriegszeiten, ehemals Burg „Wildenstein“, Lichtenhain (evtl. heiliger „Hain“ im Zusammenhang mit Licht) |
| 0035  | Deutschland Sachsen Oberlausitz                      | Großhennersdorf                          | Sonnenhübel                                                                                    | N 50° 58.000' E 14° 46.100'      | WSW ca. M, TNG/SA                                             | Historischer Flurname „Sonnenhübel“ und „Königsholz“, Streitobjekt einer Räuberbande und Sage vom Prinz Wenzeslaus |
| 0036  | Deutschland Sachsen Oberlausitz                      | Sohland an der Spree                     | Frühlingsberg                                                                                  | N 51° 03.050' E 14° 26.633'      | SSW/SA, WSW/SU                                                | Keine bekannt |
| 0038  | Deutschland Sachsen Oberlausitz                      | Bertsdorf                                | Seidelberg                                                                                     | N 50° 53.150' E 14° 42.900'      | WSW/SA                                                        | Am Nachbarberg, dem Breiteberg, befindet sich die „Querxenhöhle“ |
| 0039  | Tschechien Böhmen Liberecký kraj                     | Cvikov (Zwickau in Böhmen)               | Čertova skála (Teufelsfelsen) und Panenská skála (Herrenhausfelsen)                            | N 50° 45.883' E 14° 36.000'      | WSW ca. M; SSW/SA                                             | Sage von einem Ritter der eine Jungfrau verfolgte, in einem Felsen ist ein Heiligenbild geschlagen |
| 0040  | Deutschland Sachsen Oberlausitz                      | Miltitz                                  | Miltitzer Frosch (Miłočanska žaba)                                                             | N 51° 15.000' E 14° 10.667'      | SSW/SA                                                        | Sage von einem sorbischen Zauberer, der zur Christianisierung in einen Frosch verwandelt wurde |
| 0042  | Deutschland Sachsen Oberlausitz                      | Neukirch/Lausitz                         | Valtenberg (Falkenberg)                                                                        | N 51° 04.433' E 14° 16.833'      | WSW/SA, SSW/SU                                                | Sieben Ritter in einer Höhle bewachen einen Schatz, Zwerg- und Goldsagen, vorgeschichtlicher Burgstandort, 50 cm Ascheschicht, Urnenfunde |
| 0043  | Deutschland Sachsen Oberlausitz                      | Jonsdorf                                 | Weißer Stein                                                                                   | N 50° 51.367' E 14° 43.983'      | SSW/SA                                                        | Erodiertes „Opferbecken“ mit vorgelagerter Stufe als Beobachtungsmarke |
| 0045  | Deutschland Bayern Oberpfalz                         | Leuchtenberg                             | Teufelsbutterfass, Weißer Stein                                                                | N 49° 36.267' E 12° 15.550'      | SSW/SA                                                        | Teufelssage, Erforscher: Markus Raum |
| 0046  | Tschechien Böhmen Liberecký kraj                     | Višňová u Frýdlantu (Böhmisch Weigsdorf) | Pohanské kameny Heidenstein                                                                    | N 50° 58.267' E 15° 01.283'      | WSW/SA, SSW/SU                                                | Teufels- und Schatzsage; Göttertempel und Anbetungsort der Sonne; archäologische Funde aus Stein- und Bronzezeit |
| 0047  | Tschechien Böhmen Liberecký kraj                     | Jablonec nad Nisou (Gablonz)             | Čertův kámen (Teufelsstein)                                                                    | N 50° 42.450' E 15° 10.500'      | SSW/SA+SU, WSW/SA+SU, WSW ca. M, TNG/SA+SU                    | Schatz- und Teufelssage; eine Vertiefung gilt als Sitzplatz des Teufels, Funktionen wie Teufelsstein Pließkowitz |
| 0051  | Deutschland Schweiz Kanton Aargau                    | Wohlen                                   | Erdmannlistein                                                                                 | N 47° 20′ 50.95″ E 8° 18′ 51.95″ | TNG/SA, SSW/SU                                                | Sage von Erdmännlein, die in einer Höhle unter den Felsblöcken lebten und zu bestimmten Zeiten auf der Erdoberfläche tanzen, auch Chindlistein (Herkunftsstein der Kinder). Erforscher: Georg Brunner.                                                                         |
| 0053  | Tschechien Nordböhmen Ústecký kraj                   | Mikulášovice (Nixdorf)                   | Tanzplan „Zyklop“                                                                              | N 50° 58.250' E 14° 19.070'      | WSW/SU, SSW/SA                                                | Sagenkreis des Tanzplanberges, Zwerge, Elfen und Waldweiblein tanzen hier in Vollmondnächten |
| 0054  | Tschechien Böhmen Liberec                            | Buková (Jizerské hory)                   | Bukové hoře, Čertova komora, Teufelsschmiede                                                   | N 50° 45.617' E 15° 14.433'      | WSW/SA                                                        | Ein Blechschmied lebte in der Höhle und war angeblich im Bund mit dem Teufel, Höhle wird auch Teufelskammer genannt |
| 0056  | Deutschland Sachsen Oberlausitz                      | Putzkau                                  | Rüdenberg, Teufelsstein                                                                        | N 51° 05.150' E 14° 11.450'      | WSW                                                           | Keine bekannt |
| 0057  | Deutschland Bayern Niederbayern                      | Bischofsmais                             | Teufelstisch                                                                                   | N 48° 56.150' E 13° 04.167'      | SSW/SA, TNG/SA                                                | Es gibt zwei Teufelstische (Felssäulen) auf dem Berg, der westliche besitzt die kalendarische Durchstrahlöffnung |
| 0058  | Tschechien Böhmen Děčín                              | Šluknov (Schluckenau)                    | „Thors Hammer II.“                                                                             | N 51° 01.150' E 14° 25.917'      | SSW/SA, TNG/SA, WSW/SU                                        | Form, Größe, Ausrichtung und Funktion nahezu identisch mit dem wenige Kilometer entfernten „Thors Hammer I.“ |
| 0059  | Deutschland Sachsen Sächsische Schweiz               | Pfaffendorf                              | Pfaffenstein, Steinerne Scheune                                                                | N 50° 53.917' E 14° 05.000'      | SSW/SA, TNG/SU                                                | Sage von versteinerter Jungfrau (Jungfernstein/Barbarine); zwei bronzezeitliche Ringwälle, archäologische Funde (Mühlstein, Bronzedolch, Trinkgefäß u. a.), Kulthöhle |
| 0060  | Tschechien Liberecký kraj Jablonec nad Nisou         | Velké Hamry (Großhammer)                 | Skála Buchta „Alžbětata“                                                                       | N 50° 43.067' E 15° 16.183'      | SSW/SA, TNG/SA, WSW/SU                                        | länglicher Steinhaufen am Felsen (evtl. Grab) |
| 0062  | Deutschland Sachsen Oberlausitz                      | Kumschütz                                | Schipada Marada (Die zwickende Marada)                                                         | N 51° 10.587' E 14° 30.847'      | TNG/SA                                                        | mehrere Sagen von der Weißen Frau Mittagsfrau mit der Sichel (Mara) |
| 0064  | Deutschland Sachsen Oberlausitz                      | Kleinbautzen                             | Kamuška (Steinblock), Teufelsstein von Kleinbautzen                                            | N 51° 12.576' E 14° 31.241'      | SSW/SU                                                        | Wurde wie der Teufelsstein von Pließkowitz auch „Teufelsstein von Kleinbautzen“ genannt |

Quellen; Abkürzungen: SSW = Sommersonnenwende; WSW = Wintersonnenwende; TNG = Tagundnachtgleiche; SA = Sonnenaufgang; SU = Sonnenuntergang

Übersicht der Sonnenheiligtümer in der Oberlausitz

## Kontroverse

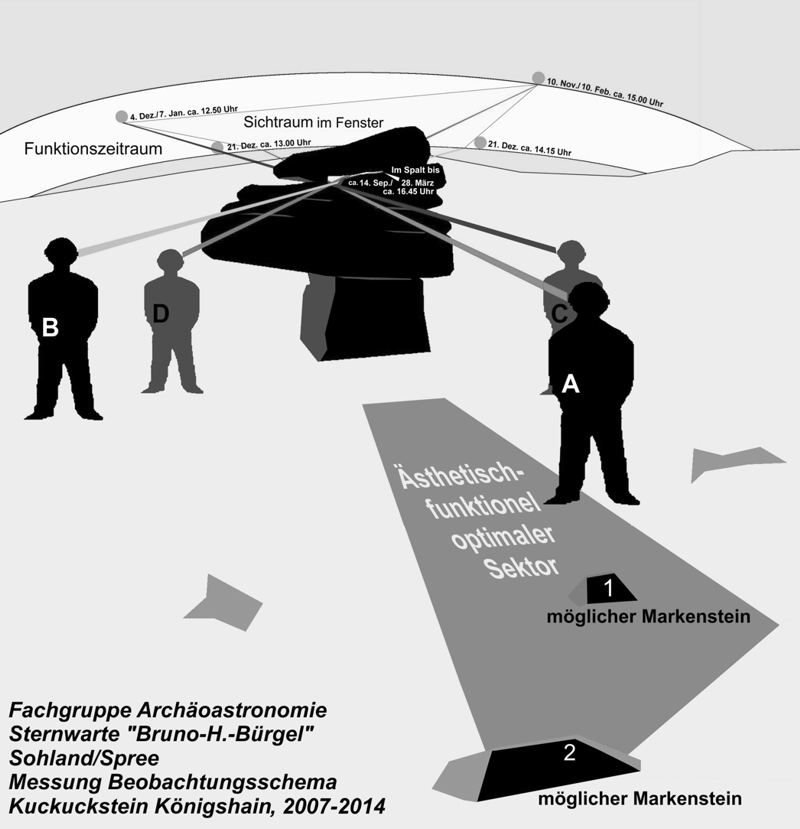
Kuckuckstein Königshain, Beobachtungsschema der Sonne im Sichtfenster des Felsens

Im Juli 2012 nahm der Archäologe und Leiter des Kulturhistorischen Museums in Görlitz, Jasper von Richthofen in der Sächsischen Zeitung unter der Überschrift „Kein Sonnenzauber in der Oberlausitz“ eine ablehnende Haltung ein. Er begründete das mit der Natürlichkeit der Objekte und fehlender archäologischer Belege einer entsprechenden megalithischen Kultur in der Oberlausitz.
Im Januar 2015 fand im Planetarium Görlitz eine Podiumsdiskussion über die Sonnenheiligtümer der Oberlausitz unter der Überschrift „Archäoastronomie in der Oberlausitz“ statt. Jasper von Richthofen verteidigte dabei seine Ansicht, dass es sich um „Naturspiele“ handelt. Der Geologe Olaf Tietz vom Senckenberg Museum für Naturkunde Görlitz bestätigte gezieltes menschliches Einwirken mindestens auf das von ihm untersuchte Sichtfenster des Kuckucksteins. Er sah eine astronomische Absicht zwar nicht zwingend, wollte sie aber auch nicht ausschließen. Lutz Pannier von der Scultetus-Sternwarte Görlitz wies darauf hin, dass dem Kuckuckstein die zwingende kalenderastronomische Signifikanz fehlt, die Öffnung im Stein und seine Ausrichtung lassen eine Vielfalt an Visuren und Lichteffekte über sehr große Zeitfenster zu. Ralf Herold von der Sternwarte Sohland versicherte, dass die Forschungen unbedingt weitergeführt würden, denn die Sonnenphänomene hätten sich als sehr sehenswert erwiesen, würden kalenderastronomische Vorgänge eindrucksvoll verdeutlichen und hätten mindestens „den Charme von Stonehenge“.
Am 8. November 2024 begannen Studenten der Hochschule für Technik und Wirtschaft Dresden im Auftrag des Landesamtes für Archäologie Sachsen mit dem Laserscanning des Teufelssteins von Pließkowitz/Kleinbautzen. Die Zielsetzung lautete, die Lage der Steine im Hinblick auf die Vermutung einer einstigen Torkonstruktion und die Funktion der Sichtöffnungen im Hinblick auf kalenderastronomische Sonnenbeobachtungen digital überprüfen zu können.

## Internationale Vernetzung prähistorischer Sonnenheiligtümer
2012 initiierte die Fachgruppe Archäoastronomie der Sternwarte Sohland die „1. Internationale Vernetzung prähistorischer Sonnenheiligtümer“.
Dabei wurde der Sonnenuntergang der Sommersonnenwende verschiedener mutmaßlicher Kalendermonumente in Europa für die jeweiligen Besucher vor Ort live per mobiler Internettechnik ausgetauscht und konnte nahezu zeitgleich mitverfolgt werden. Standort der Vernetzung in der Oberlausitz war das Objekt „Thors Amboss – die steinerne Himmelsscheibe von Neusalza-Spremberg“.

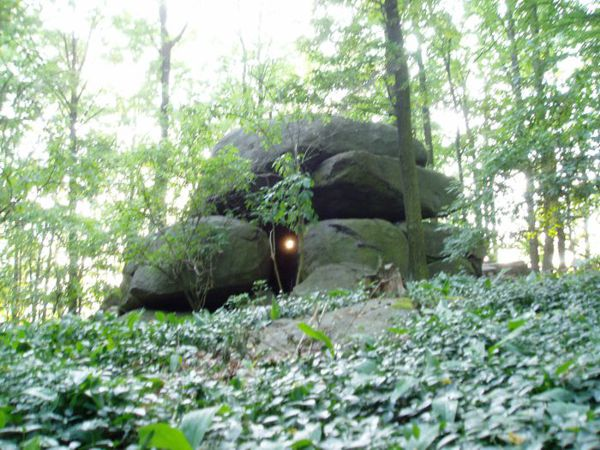
„Thors Amboss – die steinerne Himmelsscheibe von Neusalza-Spremberg“ Sommersonnenwende Sonnenuntergang 2009

## Internationaler Tag der Archäoastronomie
Anlässlich des 50-jährigen Bestehens der Sternwarte Sohland rief die Fachgruppe Archäoastronomie 2013 den „Internationalen Tag der Archäoastronomie“ ins Leben. Bis 2015 nahmen Forscher aus 10 Ländern mit 30 archäoastronomischen Objekten teil.

## Tourismus

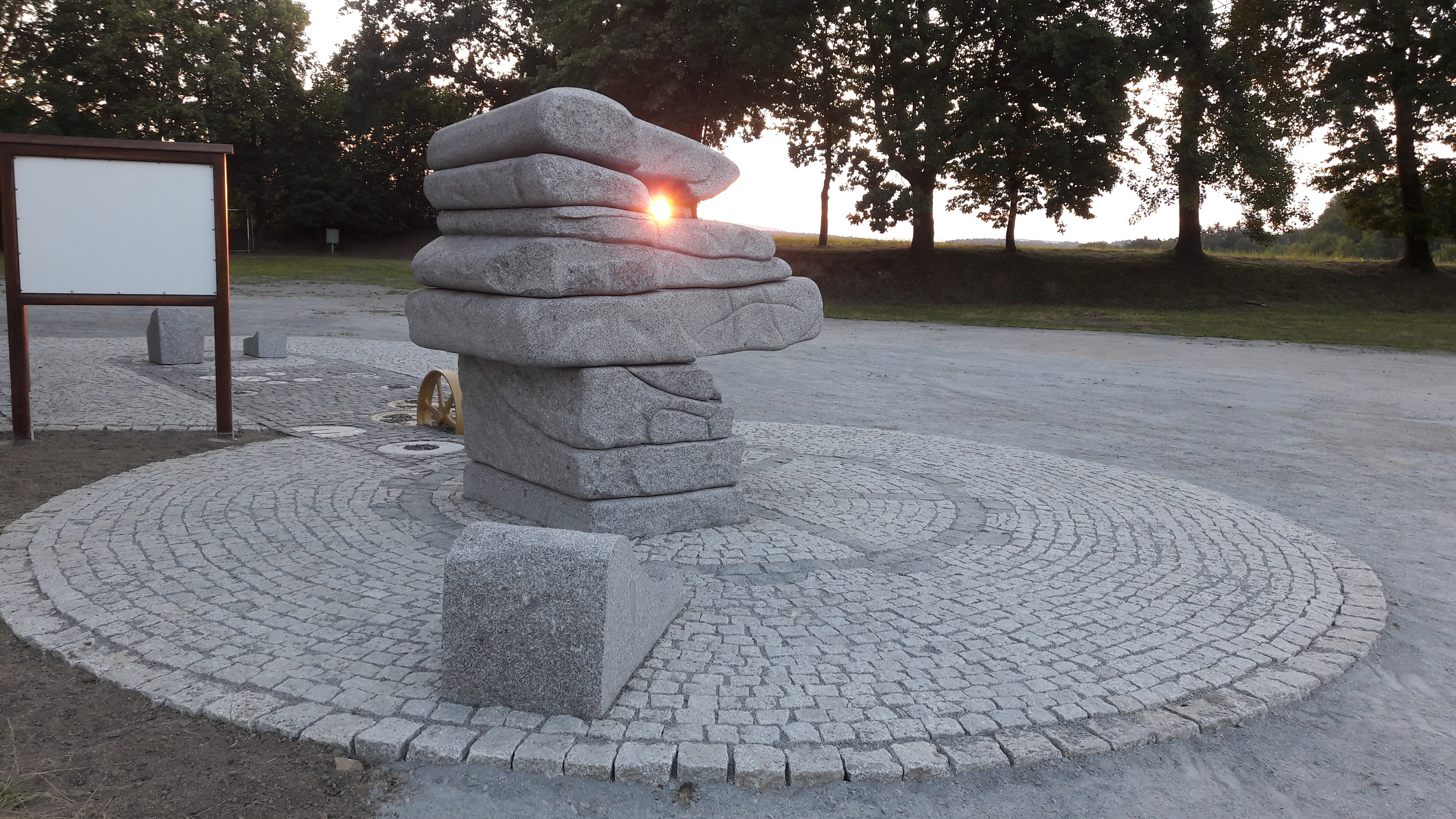
Nachbildung des Kuckucksteins von Königshain an der Sternwarte Sohland/Spree

Die Touristische Gebietsgemeinschaft Oberlausitzer Bergland griff die archäoastronomischen Forschungen der Sternwarte Sohland als touristisches Thema auf. Der Kälberstein zwischen Schirgiswalde, Crostau, Oppach und Sohland wurde 2014 als erstes Objekt mit Wanderinformationen und Hinweistafeln ausgestattet. 2015 veröffentlichte die Sternwarte Sohland eine Broschüre mit Informationen und Wanderhinweisen zu 38 Objekten in der Oberlausitz und Tschechien.
2018 wurde der Kuckuckstein an der Sternwarte Sohland aus Oberlausitzer Granit in einer Höhe von ca. zwei Metern nachgestaltet.
Er ist Bestandteil des Tourismusprojektes „Sonnenpfade“. Ein Gemeinschaftsvorhaben der Gemeinde Sohland und des Vereins der Volks- und Schulsternwarte „Bruno-H.-Bürgel“ Sohland/Spree e. V. im Rahmen des archäoastronomischen Forschungsprojektes Götterhand. Gefördert durch die LEADER-Region Bautzener Oberland aus Mitteln des Europäischen Landwirtschaftsfonds für die Entwicklung des ländlichen Raums (ELER). Die Nachbildung des Kuckucksteins an der Sternwarte in Sohland bildet den Startpunkt einer Wanderroute zu verschiedenen kalenderastronomischen Steinformationen in der Oberlausitz und Tschechiens.

## Objekte außerhalb der Oberlausitz
Auch in anderen Regionen gibt es Felsen und Steinformationen, die im Verdacht stehen für kalendarische Sonnenbeobachtungen genutzt worden zu sein:
- Deutschland: Teufelsbutterfass bei Leuchtenberg in der Oberpfalz[28]
- Österreich: Kogelsteine bei Eggenburg[29]
- Bulgarien: Megalith von Buzovgrad[30]
- Italien: Der Quadrilithon auf dem Berg Caprione bei San Lorenzo[31]
- Schweiz: Erdmannlistein bei Wohlen[32]; Martinsloch bei Elm[33]
- Japan: Kanayama-Megalithen[34]
- Frankreich: Der Altar der Valee des Merveilles[35]
- Portugal: Templos do Sol bei Foz Coa[36]
- Ukraine: Bakhchisarai Menhir (Бахчисарайский менгир) auf der Krim[37]
- Spanien: Penas de Rodas[38]
- Norwegen: Torghatten[39]

### Videos
- 1. Internationale Vernetzung prähistorischer Sonnenheiligtümer 2012